# لا ریبا د اسکالته
لا ریبا د اسکالته (به اسپانیایی: La Riba de Escalote) یک دهستان در اسپانیا است که در سریا واقع شده‌است.

## خصوصیات
لا ریبا د اسکالته ۲۳ کیلومترمربع مساحت و ۲۵ نفر جمعیت دارد.